# Callum Keith Rennie
Callum Keith Rennie (Sunderland, 14 september 1960) is een in Engeland geboren Canadees acteur. Hij won meer dan vijf acteerprijzen, waaronder een Gemini Award in 1997 voor de televisieserie My Life as a Dog, een Genie in 1999 voor zijn bijrol in de film Last Night en een tweede Genie in 2009 voor die in de film Normal.
Rennie maakte in 1993 zijn film- en acteerdebuut in Purple Toast en speelde sindsdien in meer dan zestig films, meer dan tachtig inclusief televisiefilms. Daarnaast liet hij zich niet onbetuigd in televisieseries, waarin hij bij elkaar in meer dan honderd afleveringen van verscheidene series verscheen. Rennies omvangrijkste rollen daarin waren die als Johnny Johansson in My Life as a Dog (1995-96), Stanley Raymond Kowalski in Due South (1997-99) en Leoben Conoy in Battlestar Galactica (2004-09). 

## Filmografie
*Exclusief 15+ televisiefilms
| - The Umbrella Academy (2022) - Fifty Shades Freed (2018) - Jigsaw (2017) - Mobile Homes (2017) - Goon: Last of the Enforcers (2017) - Little Pink House (2017) - Warcraft (2016) - Born to Be Blue (2015) - Into the Forest (2015) - Fifty Shades of Grey (2015) - Ride (2014) - Sitting on the Edge of Marlene (2014) - October Gale (2014) - Hell in a Handbag (2013) - The Young and Prodigious T.S. Spivet (2013) - Faith, Fraud, & Minimum Wage (2011) - Trigger (2010) - Gunless (2010) - The Plan (2009) - Battlestar Galactica: The Plan (2009) - Case 39 (2009) - The X-Files: I Want to Believe (2008) - Sleepwalking (2008) - Murder on Her Mind (2008) - Silk (2007) - Normal (2007) - The Invisible (2007) - Butterfly on a Wheel (2007) - Code Name: The Cleaner (2007) - Unnatural & Accidental (2006) - Snow Cake (2006) - Shooting Gallery (2005) | - Whole New Thing (2005) - Lucid (2005) - Blade: Trinity (2004) - Wilby Wonderful (2004) - The Butterfly Effect (2004) - Paycheck (2003) - Falling Angels (2003) - Flower & Garnet (2002) - Now & Forever (2002) - Slap Shot 2: Breaking the Ice (2002) - Picture Claire (2001) - Suspicious River (2000) - Memento (2000) - The Last Stop (2000) - The Highwayman (2000) - The Life Before This (1999) - eXistenZ (1999) - Last Night (1998) - Men with Guns (1997) - Excess Baggage (1997) - Masterminds (1997) - Letters from Home (1996) - Hard Core Logo (1996) - Unforgettable (1996) - Curtis's Charm (1995) - Timecop (1994) - Double Happiness (1994) - Frank's Cock (1994) - The Raffle (1994) - Valentine's Day (1994) - Purple Toast (1993) |

## Televisieseries
*Exclusief eenmalige gastrollen
- Impulse - Nikolai (2018-2019, achttien afleveringen)
- Jessica Jones - Karl Malus (2018, zes afleveringen)
- The Man in the High Castle - Gary Connell (2016, tien afleveringen)
- Longmire - Walker Browning (2015-2016, zes afleveringen)
- The Firm - Ray McDeere (2012, 22 afleveringen)
- The Killing - Rick Felder (2011-2012, zeven afleveringen)
- CSI: Miami - Jack Toller (2011, twee afleveringen)
- Rookie Blue - Jamie Brennan (2011, drie afleveringen)
- Alphas - Don Wilson (2011, twee afleveringen)
- Shattered - Ben Sullivan (2010-2011, veertien afleveringen
- FlashForward - Jeff Slingerland (2009-2010, twee afleveringen)
- 24 - Vladimir Laitanan (2010, drie afleveringen)
- Harper's Globe - John Wakefield (2009, twee afleveringen)
- Harper's Island - John Wakefield (2009, vier afleveringen)
- Battlestar Galactica - Leoben Conoy (2004-2009, twintig afleveringen)
- Californication - Lew Ashby (2008-2013, veertien afleveringen)
- Tin Man - Zero (2007, drie afleveringen)
- The L Word - Danny Wilson (2006, drie afleveringen)
- Kingdom Hospital - Earl Candleton (2004, twee afleveringen)
- Da Vinci's Inquest - Det. Bob Marlowe (1999-2001, zeven afleveringen)
- Twitch City - Newbie (1998-2000, acht afleveringen)
- Due South - Det. Stanley Raymond Kowalski (1997-1999, 26 afleveringen)
- La Femme Nikita - Gray Wellman (1997, twee afleveringen)
- My Life as a Dog - Johnny Johansson (1995-1996, 22 afleveringen)

- Biblioteca Nacional de España: XX1413801
- Bibliothèque nationale de France: cb142199498 (data)
- Gemeinsame Normdatei: 1022725556
- International Standard Name Identifier: 0000 0000 3887 6236
- Library of Congress Control Number: no00073622
- Nationale Bibliotheek van Israël: 987009886326705171
- Nederlandse Thesaurus van Auteursnamen: 376436093
- Système universitaire de documentation: 203631641
- Virtual International Authority File: 56161172
- WorldCat: E39PBJyGYpwbprh4BXghYWqhHC